# Jean Radoux
Jean-Marie (Jean) Nicolas Radoux (Marchienne-au-Pont, 3 februari 1906) was een Belgisch schermer.

## Levensloop
Radoux nam deel aan de Olympische Zomerspelen van 1948 te Londen in het onderdeel degen. Zowel individueel als met het Belgisch team werd hij er vijfde. Het Belgisch team bestond voorts uit Raymond Bru, Charles Debeur, Raoul Henkart, Léopold Hauben en Raymond Stasse.